# Pangio agma
Pangio agma är en fiskart som först beskrevs av Burridge 1992.  Pangio agma ingår i släktet Pangio och familjen nissögefiskar. Inga underarter finns listade i Catalogue of Life.